# Pfaffengrün (Treuen)
Pfaffengrün ist ein Ortsteil der Stadt Treuen im sächsischen Vogtlandkreis. Er wurde am 1. Juli 1950 nach Hartmannsgrün eingemeindet. Mit dieser Gemeinde kam er am 1. Januar 1999 zur Stadt Treuen.

## Geografie

### Lage und Verkehr
Pfaffengrün liegt nordwestlich von Treuen im Osten des Naturraumes Vogtland im sächsischen Teil des historischen Vogtlands. Östlich des Orts entspringt der Holzbach, der über die Göltzsch in die Weiße Elster entwässert.
Durch Pfaffengrün verläuft die Bundesstraße 173. Die östliche Ortsflur wird durch die Bundesautobahn 72 und die Bahnstrecke Herlasgrün–Falkenstein begrenzt.
Der Ort wird von der TaktBus-Linie 83 des Verkehrsverbunds Vogtland bedient. Diese verbindet Pfaffengrün im Zweistundentakt mit Treuen, Netzschkau und Reichenbach. Das Gewerbegebiet Goldene Höhe wird von der TaktBus-Linie 63 (Plauen – Lengenfeld) angefahren.

### Nachbarorte
| Limbach (Vogtland) | Buchwald                                    |               |
| Herlasgrün         | Kompassrose, die auf Nachbargemeinden zeigt | Hartmannsgrün |
|                    | Gospersgrün                                 |               |

## Geschichte
Das Waldhufendorf Pfaffengrün wurde erstmals im Jahr 1327 in der Schenkungsurkunde von  Burkhard und Herrmann von Lobdeburg an den Pfarrer Gottschalk aus Elsterberg erwähnt. Ursprünglich unterstand Pfaffengrün dem klösterlichen Gut in Gansgrün. Nach der Reformation wurde Pfaffengrün schließlich ein selbständiges Gut, das 1696 urkundlich als Rittergut erwähnt wurde. Der sächsische Kurfürst belehnte im Jahr 1459 Margarete von Bünau mit dem Gut Pfaffengrün. Die von Bünau wurden noch bis mindestens 1533 mit Pfaffengrün in Verbindung gebracht. Danach folgten im 17. Jahrhundert die Herren von Bose, die Herren von Wolframsdorf und von Raabe. Nach mehrfachem weiteren Besitzerwechsel im 18. Jahrhundert sind 1901 Moritz Merkel und ab 1920 Gerhard Voigt als Besitzer aufgeführt.
Die Grundherrschaft über Pfaffengrün lag im 16. Jahrhundert anteilig bei den Rittergütern Coschütz und Thürnhof. Diese wiederum gehörten zur Herrschaft Elsterberg, das im 16. Jahrhundert in das Amt Plauen eingegliedert wurde. Im 17. Jahrhundert war die Grundherrschaft über Pfaffengrün zwischen dem Rittergut Pfaffengrün und der Kirche von Elsterberg geteilt, während sie im 18. Jahrhundert bei den Rittergütern Pfaffengrün und Thürnhof lag.
Pfaffengrün lag bis 1856 im kursächsischen bzw. königlich-sächsischen Amt Plauen. 1856 wurde der Ort dem Gerichtsamt Treuen und 1875 der Amtshauptmannschaft Auerbach angegliedert. Das Rittergut Pfaffengrün, seit 1940 im Besitz des Fuhrunternehmers Grimm, wurde 1945 im Zuge der Bodenreform in der Sowjetischen Besatzungszone enteignet. Drei Jahre später kam es in Gemeindeeigentum.
Am 1. Juli 1950 erfolgte die Eingemeindung von Pfaffengrün nach Hartmannsgrün. Durch die zweite Kreisreform in der DDR kam Pfaffengrün als Ortsteil der Gemeinde Hartmannsgrün im Jahr 1952 zum Kreis Auerbach im Bezirk Chemnitz (1953 in Bezirk Karl-Marx-Stadt umbenannt), der ab 1990 als sächsischer „Landkreis Auerbach“ fortgeführt wurde und 1996 im Vogtlandkreis aufging. Mit der Eingemeindung der Gemeinde Hartmannsgrün nach Treuen wurde Pfaffengrün am 1. Januar 1999 ein Ortsteil von Treuen.

### Einwohnerstatistik
1577/1583 lebten in Pfaffengrün 18 besessene Mann und 4 Häusler; 1764 waren es 16 besessene Mann und 6 Häusler.
| Jahr          | 1834 | 1871 | 1890 | 1910 | 1925 | 1939 | 1946 |
| ------------- | ---- | ---- | ---- | ---- | ---- | ---- | ---- |
| Einwohnerzahl | 302  | 540  | 444  | 505  | 505  | 524  | 584  |

1910 war Pfaffengrün unter den 69 Kommunen der Amtshauptmannschaft Auerbach auf Rang 49 der Einwohnerstatistik. 1925 lebten im Ort 497 Lutheraner, 6 Katholiken und 2 andersgläubige.

## Wappen
Das Wappen der einstigen Gemeinde Hartmannsgrün mit ihrem Ortsteil Pfaffengrün zeigt eine neunstämmige Bergulme als Symbol für Hartmannsgrün sowie einen Geistlichen für Pfaffengrün.

## Persönlichkeiten
- Frithjof Paul (1929–2009), Forstwissenschaftler und Hochschullehrer